# Хэмел, Вероника
Веро́ника Хэ́мел(англ. Veronica Hamel; род. 20 ноября 1943, Филадельфия) — американская актриса, наиболее известная по роли в сериале «Блюз Хилл стрит», которая принесла ей пять номинаций на премию «Эмми» в категории «Лучшая актриса в драматическом сериале».

## Жизнь и карьера
Вероника Хэмел окончила Университет Темпл, а после работала секретарем в одной из компаний. После она начала карьеру модели и в 1971 году появилась в небольшой роли в фильме «Клют».
В 1971—1981 годы Вероника была замужем за актёром Майклом Ирвингом.
В 1975 году она дебютировала как актриса на телевидении, а спустя несколько лет добилась первых успехов после ролей второго плана в фильмах «Пленники «Посейдона»» и «Когда время уходит».
Хэмел достигла наибольшей известности по роли Джойс Давенпортс в сериале NBC «Блюз Хилл-стрит», где снималась с 1981 по 1987 год. Эта роль принесла ей пять номинаций на премию «Эмми» в категории «Лучшая актриса в драматическом сериале».
После завершения «Блюз Хилл стрит» Хэмел снялась в кинофильмах «Новая жизнь» в 1988 и «Как преуспеть в делах» в 1990 годах. Она вернулась на телевидение, где сыграла более десятка главных ролей в сделанных для телевидения фильмах девяностых. В двухтысячных она появлялась на экранах лишь несколько раз, играя второстепенные роли; в 2001—2002 годах в сериале «Филадельфия», в 2002—2003 в трех эпизодах «Третья смена» и в 2004 и 2010 годах в «Остаться в живых».

## Избранная фильмография
- 1976 — Гонки «Пушечное ядро»
- 1976 — Яблочный Пирог
- 1979 — Пленники «Посейдона»
- 1980 — Когда время уходит
- 1988 — Новая жизнь
- 1990 — Как преуспеть в делах
- 1998 — Последний лепрекон
- 2002 — Определение смерти
- 2004—2010 — Остаться в живых / Lost — Марго Шепард